# Desmopachria granum
Desmopachria granum är en skalbaggsart som först beskrevs av Leconte 1855.  Desmopachria granum ingår i släktet Desmopachria och familjen dykare. Inga underarter finns listade i Catalogue of Life.